# Sungai Martapura
Sungai Martapura är ett vattendrag i Indonesien.   Det ligger i provinsen Kalimantan Selatan, i den västra delen av landet, 900 km öster om huvudstaden Jakarta.